# 瀧川忠征
瀧川忠征（1559年—1635年3月20日），日本戰國時代至江戶時代前期的武將。父親是木全忠澄。

## 生平
在永祿2年（1559年）出生。最初仕於瀧川一益，被允許改稱瀧川氏。
天正10年（1582年）3月，在一益被賜予信濃國內兩郡和上野國後，領有上州新田（『管窺武鑑』）。同年6月，在神流川之戰中，被任命為本據地厩橋城的守備（『上州治亂記』）。
天正11年（1583年），在賤岳之戰中，守備關城，並與羽柴秀吉戰鬥。戰後，因為一益失去全部所領，於是改仕秀吉。慶長2年（1597年），敘任從五位下豐前守。
在關原之戰後，仕於德川家康。慶長15年（1610年），成為建築名古屋城的奉行之一。元和2年（1616年），因為家康的遺命，成為德川義直的年寄，得到家祿6千石。
在寬永12年（1635年）2月2日病死。享年77歲。被葬在南桑名町的大林寺。